# Abborrsjön, Medelpad
Abborrsjön är en sjö i Ånge kommun i Medelpad som ingår i Ljungans huvudavrinningsområde. Sjön har en area på 0,203 kvadratkilometer och ligger 248,1 meter över havet.

## Delavrinningsområde
Abborrsjön ingår i det delavrinningsområde (695021-152454) som SMHI kallar för Vid mätstation Storsillret. Medelhöjden är 270 meter över havet och ytan är 2,75 kvadratkilometer. Räknas de 31 avrinningsområdena uppströms in blir den ackumulerade arean 163,72 kvadratkilometer. Kassjöån som avvattnar avrinningsområdet har biflödesordning 3, vilket innebär att vattnet flödar genom totalt 3 vattendrag innan det når havet efter 101 kilometer. Avrinningsområdet består mestadels av skog (83 procent). Avrinningsområdet har 0,27 kvadratkilometer vattenytor vilket ger det en sjöprocent på 9,7 procent.